# 天寧站
天寧站（日语：／ Tennei eki */?）是位於北海道釧路市貝塚町（現時：貝塚三丁目），日本國有鐵道（國鐵）根室本線貨物支線的貨運車站（廢站）。事務管理碼為▲110475。

## 歷史

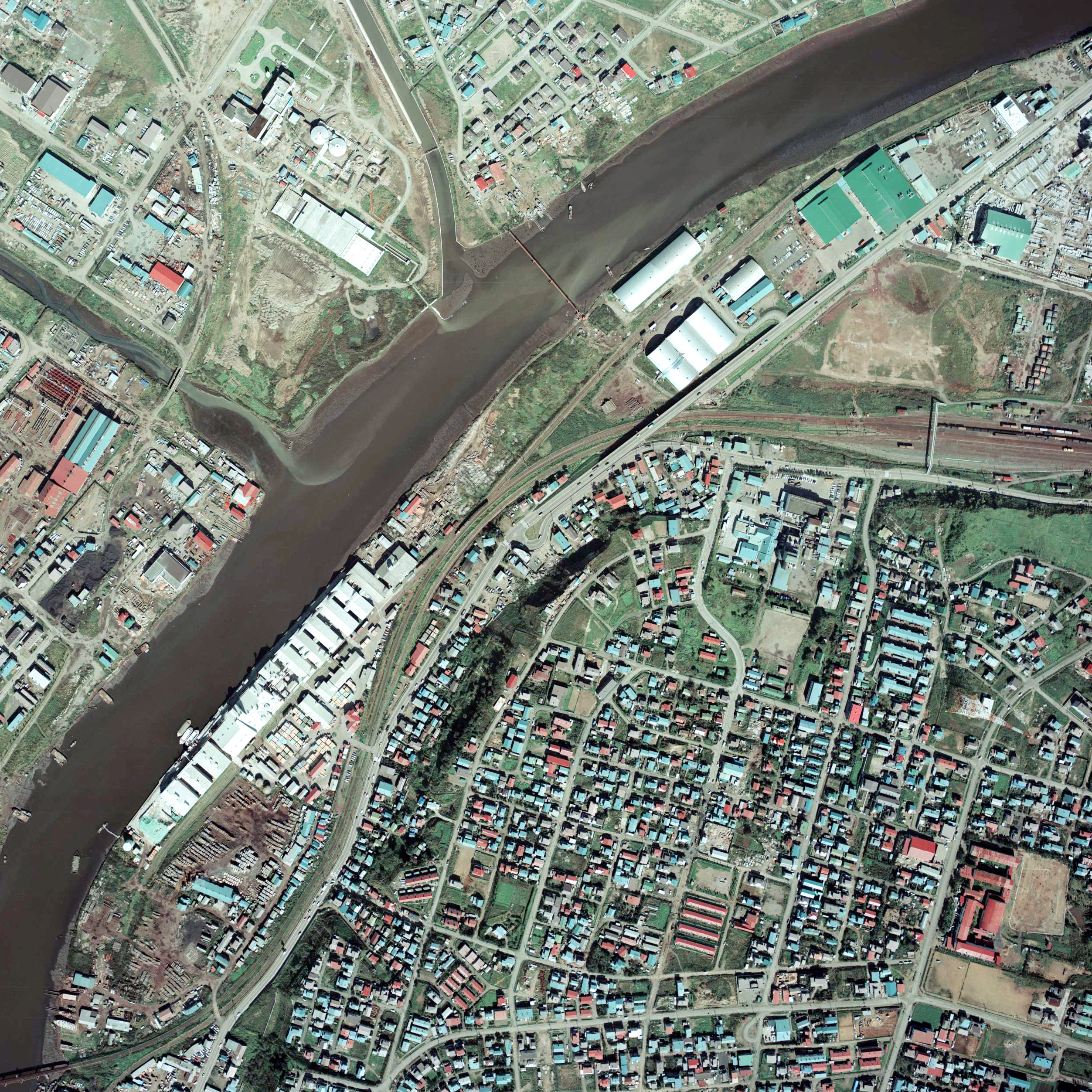
1977年的根室本線天寧站與周邊1.2公里範圍。左下方從釧路川橋樑至右方中央處東釧路站站內為根室本線。在進入東釧路站彎位處設有分岔，沿釧路川旁前往天寧站。在圖中靠近河流的紅色屋頂是天寧站站舍，北邊半圓屋頂是農協倉庫，該處的建築物群是位於站內。在較北邊的綠色大型屋頂處為北海製罐釧路工場，該處設有貨物線。該處附近曾經還連接太平洋煤礦相關工場專用線，在當年已經被撤走。在貨物線的南邊設有日東化學工業的工廠和釧路木材倉庫的倉庫群。在根室本線釧路川橋樑前方處設有製造駁船的天寧造船所，現時該處變成空地。

- 1922年（大正11年）：釧路站至上別保站之間之間計劃敷設釧路木材倉庫株式會社的專用線[3][4]。
- 1923年（大正12年）9月25日：鐵道省根室本線釧路站至上別保站（→別保站）之間設置了一個分岔，在分岔出來的路線上開設天寧站[5]。該站被視為在釧路站至上別保站之間[6][注 1]。
- 1925年（大正14年）3月16日：釧路站至上別保站之間的釧路臨港鐵道連接點開設別保信號場。該號誌站設有營業距離，使此站的營業距離進行了變更。此站是在根室本線別保信號場分岔出來的支線上[7][注 2]。
- 日時不詳（大正15年）：在支線南邊設置大日本人造肥料釧路工場（後來被日東化學工業（日语：日東化学工業）收購）。當時敷設了專用線[注 3]。
- 1928年（昭和3年）11月11日：別保信號場變為一般車站，並且改名為東釧路站。營業距離沒有改變[8]。
- 日時不詳（昭和5年前後）：支線沿著釧路川河畔木材場向南延伸[9]。
- 1940年（昭和15年）1月15日：在前日，釧路站至此站之間的貨運業務被廢除，同日東釧路站至此站之間開始貨運業務。在設施上變成東釧路站分支出來的支線。營業距離進行變更（此站至東釧路站：1.5公里）[10][11]。
- 日時不詳（昭和20年代中旬）：支線北邊開設專用線，延伸至靠近內陸一方的太平洋煤礦（日语：太平洋炭礦）連帶工場（火力發電廠和蜂窩煤工場等）[注 4]。
- 1960年（昭和35年）11月：於支線北邊設置北海製罐（日语：ホッカンホールディングス）釧路工場[注 5]。
- 1984年（昭和59年）2月1日：支線被廢除，此站被廢除。

## 站名的由來
車站取自附近的地名。但是地名的讀法為。該名稱來自阿伊努語的「テイネイ（teine-i）」，意思是「潮濕·地方」，即是濕地，或者來自阿伊努語的「テイネル（teine-ru）」意思是「潮濕・道」。

## 車站構造

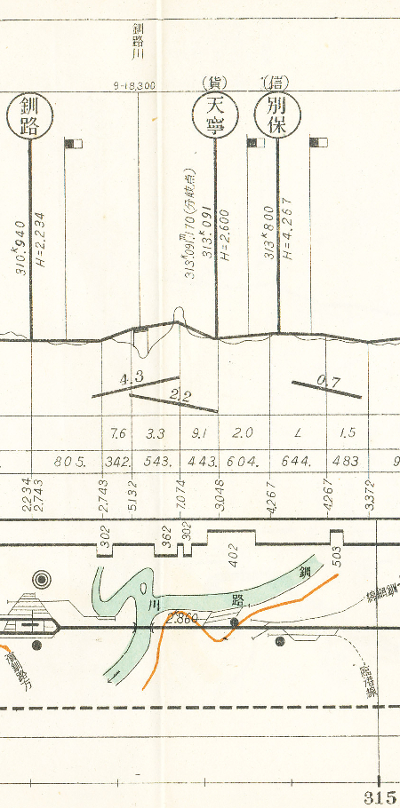
昭和3年版的路線一覧略圖的節錄。在配線略圖中，黑點處是站舍位置。別保信號場至此站之間是從本線直接分岔出來。圖中的「分岔點」是在313.09公里處，距離別保信號場中心約700米，距離釧路站中央約2.2公里。

- 向北邊延伸的支線中間位置處，設有2本側線[13]。
- 站舍在中央靠近內陸一方[13]。在後年，遷移至支線折返點（向南北延伸支線的約中間點）靠近河流一方。使站舍距離車站中央有一段距離。
- 關於支線分岔方向。在初期的大部分地圖都是記錄從本線直接向北分岔。在昭和3年版的中，不是從別保信號場分岔，而是在本線中途向北分岔。後來變為從東釧路站站內向釧路站一方的本線分岔，隨後向北邊分岔前往此站方向，形成一個折返式鐵路結構。

## 現狀
- 位於貝塚町（現時：貝塚3丁目）的站內範圍兩側還有一些於昭和40年代建設的半圓筒形農協倉庫，至今仍然存在。
- 在南邊延伸至材木町的貨物支線周邊處，在廢線前的昭和50年代，由於沒有木材需求而被荒廢了。後來有公司計劃在該處興建太陽能發電廠，並開展了建設工程。
- 支線に沿って操業していた日東化学工業や北海製罐の工場は撤去されて跡形もない。
- 大部分路軌已經被撤走，只剩下東釧路站至鄰接橋南幹線道路的天橋的路軌，以及於根室本線旁的路軌。

## 相鄰車站
日本國有鐵道
根室本線（貨物支線）
東釧路－（貨）天寧

## 注腳

## 相關項目
- 日本鐵路車站列表 Te
- 太平洋煤炭販賣輸送臨港線（經東釧路站連接天寧貨物線）
- 濱釧路站 - 同市另一座國鐵貨運車站。
- 釧路開發埠頭（日语：釧路開発埠頭） - 釧路內其中一條貨物專用鐵道。

## 外部連結
- 1961年（昭和36年）航空照片（日語） - 國土地理院 地圖・航空照片參閱服務（※可看見站內最多專用線時的狀況）。